# Modesto Huici Zalacain
Modesto Huizi Zalacain (Andoáin 1878-San Sebastián 1919) fue un médico cirujano español creador y primer presidente de la Academia Médico-Quirúrgica de Guipúzcoa.
Su área de actuación preferente fue la ginecología-obstreticia realizando la primera operación de cesárea conservadora en España.

## Biografía y trayectoria profesional
Nació en Andoáin, provincia de Guipúzcoa (España). 
Cursó sus estudios de Medicina en la Universidad de Madrid licenciándose  en 1902 con la calificación de sobresaliente.   Al año siguiente recibió la investidura de doctor, con la misma calificación. Fue alumno interno en San Carlos.
Recién estrenado su título, volvió a Guipúzcoa para ejercer la medicina rural en su más pura esencia; primero en Amézqueta, y más tarde en Azpeitia.
Posteriormente se trasladó a San Sebastián decidido a ejercer la cirugía ingresando por oposición en el hospital civil San Antonio Abad donde, con los años,  llegaría a ser jefe del servicio de cirugía y director del hospital.
Completó su formación en Paris y Alemania donde practicó la cirugía general, obstetricia y ginecología al lado de eminentes figuras de la época. 
Para atender a su amplia  clientela, fundó junto con Luis Egaña la clínica Nuestra Señora de las Mercedes en San Sebastián.
A nivel clínico, realizó  la primera cesárea conservadora, conservando el útero, en España.
Fue  el iniciador y propulsor de la Academia Médico-Quirúrgica de Guipúzcoa; y su primer presidente. Era además cirujano y maestro de la Cruz Roja donde impartía sus enseñanzas a las  enfermeras de la Cruz Roja.
Fue vocal de la sección Medicina en el congreso de Estudios Vascos de 1918.
Falleció prematuramente por un proceso tuberculoso.